# Jerzy Brzoska
Jerzy Brzóska (Brzoska) herbu Nowina (zm. w 1585 roku) – pisarz ziemski bielski w latach 1578–1585, chorąży bielski w latach 1563–1579, regent ziemski bielski.
Uczestniczył w sejmach Wielkiego Księstwa Litewskiego: wileńskim 1563 roku, bielskim 1564, mińskim 1564/1565 roku, wileńskim 1565/1566, grodzieńskim 1566/1567, lebiediewskim 1567 roku, radoszkowickim 1567 roku, grodzieńskim 1568 roku. Poseł na sejm 1569 roku. Poseł na sejm elekcyjny 1575 roku. Poseł województwa podlaskiego na sejm koronacyjny 1576 roku.
Poborca w ziemi bielskiej.